# Marcelinho Moreira
Marcelo Moreira (nascido no Rio de Janeiro, RJ) é um cantor e percussionista brasileiro. É filho do Aderbal do Estácio, autor do então conhecido samba-enredo "Festa do Círio de Nazaré", no qual foi defendida por Unidos de São Carlos em 1975, conhecida hoje como Estácio de Sá.
Como músico, acompanhou Martinho da Vila, Zeca Pagodinho, Dunga, Paulinho da Viola, Beth Carvalho, entre outros. Foi integrante do grupo de samba Toque de Prima, um grupo musical que também tinha como integrante Ary Bispo, Carlinhos Sete Cordas, Dininho, Ovídio Brito, Wanderson Martins e Fred Camacho. Trabalhou como percussionista com Martinho da Vila.

## Discografia
- (2013) Moacyr Luz e o Samba do Trabalhador – Ao vivo no Renascença Clube (participação)
- (2013) Fé no Batuque[2]
- (2006) Marcelinho Pão e Vinho
- (2004) Daqui, Dali e de Lá
- (2001) Coisa de Chefe
- (2000) De Letra & Música. Nei Lopes
- (1999) Se Tem que Ser, Será
- (1999) Um Natal de Samba
- (1997) Toque de Prima